# Neobatrachus sudelli
Espèce
Synonymes
- Heleioporus centralis Parker, 1940[1]
- Heleioporus sudelli Lamb, 1911[1]
- Neobatrachus centralis (Parker, 1940)[1]
- Neobatrachus sudellae (Lamb, 1911)[1]

Statut de conservation UICN

 LC  : Préoccupation mineure
Neobatrachus sudelli est une espèce d'amphibiens de la famille des Limnodynastidae.

## Répartition
Cette espèce est endémique d'Australie. Elle se rencontre dans les États du Victoria, de Nouvelle-Galles du Sud, dans l'est de l'Australie-Méridionale, dans le sud-est du Territoire du Nord et dans le sud du Queensland.

## Description

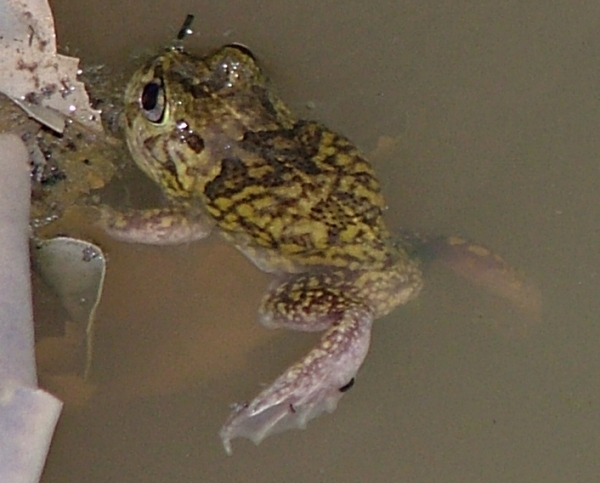
Neobatrachus sudelli

Neobatrachus sudelli mesure jusqu'à 50 mm. Sa coloration est très variable, généralement brune mais parfois grise, jaunâtre ou roussâtre avec des taches irrégulières. Son ventre est beige ou blanc. Il lui arrive d'utiliser ses pattes arrière pour s'enfouir dans le sol.
Les têtards mesurent en moyenne 40 mm mais certains individus atteignent les 77 mm.

## Étymologie
Cette espèce est nommée en l'honneur de Jane Ann Sudell (1880-).

## Publication originale
- Lamb, 1911 : « Description of three new batrachians from southern Queensland ». Annals of the Queensland Museum, vol. 10, p. 26-28 (lire en ligne).
- Parker, 1940 : « The Australasian frogs of the family Leptodactylidae ». Novitates Zoologicae, vol. 42, no 1, p. 1-107 (texte intégral).